# 1er mai
Pour les articles homonymes, voir Premier-Mai.
1er avril 1er juin
Chronologies thématiques
- Croisades
- Ferroviaires
- Sports
- Disney
- Anarchisme
- Catholicisme

Abréviations / Voir aussi
- (° 1852) = né en 1852
- († 1885) = mort en 1885
- a.s. = calendrier julien
- n.s. = calendrier grégorien
- Calendrier
- Calendrier perpétuel
- Liste de calendriers
- Naissances du jour

Le 1er mai est le 121e jour, moins souvent le 122e, de l'année dite civile du calendrier grégorien ; il en reste ensuite 244.
Dans la tradition celtique, le 1er mai est le jour de la fête de Beltaine à laquelle les Celtes passaient de la saison sombre à la saison claire (le lendemain de la nuit de Walpurgis surtout « germanique » quant à elle -cf. 30 avril in fine-, voire du / à la place d'un 31 avril promu par les thuriféraires d'un nouveau calendrier peut-être plus universel).
Elle est ainsi en tout cas le pendant printanier opposé ou inversé à l'automnale Samain ou Halloween, juste six mois avant comme après (dans l'hémisphère nord terrestre).
Son équivalent était généralement le 12e jour du mois de floréal dans le calendrier républicain ou révolutionnaire français, officiellement dénommé jour du sainfoin (bien que l'éphémère muguet de saison reste le symbole le plus répandu de ce jour en tant que 1er mai, (cf. ci-après).
C'est la journée internationale des travailleurs, fériée dans de nombreux pays (Autriche, France, Luxembourg, etc.) qui commémorent souvent, au travers de défilés, les luttes pour la journée de 8 heures et d'autres conquêtes de droits des travailleurs et de leurs syndicats (le massacre de Haymarket Square à Chicago (Illinois, États-Unis) en 1886 évoqué plus loin constitue une origine majeure de cette journée de lutte(s) puis de manifestations ou défilés et un élément majeur de l'histoire de la journée internationale des travailleurs chaque 1er mai).

## IVesiècle
- 305 : abdication des empereurs romains Dioclétien et Maximien (Hercule).

## XIVesiècle
- 1328 : ratification du traité d'Édimbourg-Northampton, signé entre les royaumes d'Angleterre et d'Écosse.

## XVIesiècle
- 1561 : voir ci-après "Traditions" in fine.
- 1574 : début du siège de Saint-Lô, où, après la Saint-Barthélemy, Montgommery et Colombières se sont enfermés.

## XVIIIesiècle
- 1707 : la Grande-Bretagne est constituée, par l'union de l'Angleterre et de l'Écosse.
- 1756 : signature du premier traité de Versailles.
- 1757 : signature d'un second traité de Versailles.
- 1789 : convocation des États Généraux en France.

## XIXesiècle
- 1820 : en Grande-Bretagne, exécution de militants radicaux, dont Arthur Thistlewood, qui ont organisé la conspiration de Cato Street, qui visait à assassiner les membres du Cabinet et à prendre le pouvoir.
- 1834 : en Belgique, la loi du 1er mai 1834 est sanctionnée par le roi. Son texte prévoit la création d'un réseau ferré se déployant depuis Bruxelles vers les quatre points cardinaux et desservant la plupart des provinces du pays[1]. Il s'agit de l'acte fondateur des chemins de fer belges.
- 1862 : durant la guerre de Sécession, prise de La Nouvelle-Orléans par les troupes Nordistes.
- 1865 : début de la guerre de la Triple Alliance, opposant l'Argentine, le Brésil et l'Uruguay au Paraguay.
- 1886 : à l'appel de l'American Federation of Labor, 350 000 travailleurs débrayent aux États-Unis pour réclamer la journée de travail de huit heures. Le massacre de Haymarket Square à Chicago constitue le point culminant de cette journée de lutte et un élément majeur de l'histoire de la journée internationale des travailleurs du 1er mai.
- 1889 : première journée internationale de revendication des travailleurs, instituée par la deuxième Internationale ouvrière, qui a adopté le 1er mai comme jour de revendication.
- 1891 : en France, fusillade de Fourmies, (Nord), lors de la première célébration française et internationale de la journée d'action du 1er mai, la troupe tire sur des grévistes faisant dix morts (hommes et femmes âgés de 11 à 30 ans) et trente-cinq blessés.
- 1898 :
  - prise de Sikasso, aujourd'hui au Mali, par l'armée française.
  - bataille de la baie de Manille durant la guerre hispano-américaine.

## XXesiècle
- 1904 : 1er match officiel de l'Équipe de France de football face à la Belgique (match nul 3-3).
- 1907 :
  - à Paris, le conseil municipal s'était prononcé, le 6 juin 1906, pour que le 1er mai devînt férié, c'est sa première mise en application comme tel[2].
  - à Paris encore, un anarchiste russe, Jacob Law, est arrêté pour avoir tiré sur les cuirassiers qui réprimaient une manifestation[3].
- 1920 : début d'une tentative de coup d'État en Géorgie.
- 1924 : première représentation de la tragédie en quatre actes « Nerone », d'Arrigo Boito, à la Scala de Milan.L'Empire State Building vu de Brooklyn à New York

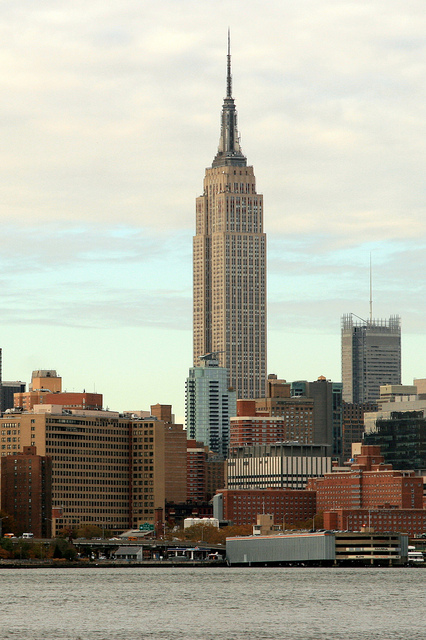
L'Empire State Building vu de Brooklyn à New York

- 1925 : Chypre est déclarée colonie de la couronne britannique [4].
- 1930 : la planète naine Pluton reçoit son nom officiel[5].
- 1931 : inauguration de l'Empire State Building, par le président Herbert Hoover, lequel bâtiment gagne encore en aura internationale quelques mois plus tard, lorsqu'il est fictivement gravi par le singe géant éponyme à la fin du film mythique King-Kong.
- 1937 : le président Franklin Delano Roosevelt signe le Neutrality Acts of 1930s[6].
- 1941 En France le 1er mai est institué par la loi "jour férié, fête du travail et de la concorde sociale".
- 1942 : les Japonais occupent la ville birmane de Mandalay.
- 1945 : l'amiral Karl Dönitz devient Président du Reich et de l'éphémère gouvernement de Flensbourg, à la suite des suicides d'Adolf Hitler et de Joseph Goebbels dans leur bunker refuge, .
- 1950 : proclamation de la Nouvelle loi sur le mariage, en Chine, qui affirme l'égalité des sexes[7].
- 1953 : entrée en vigueur de la Communauté européenne du charbon et de l'acier (CECA), prémices de l'Union européenne.
- 1956 : la Constitution péroniste[8] est abolie en Argentine[9].
- 1960 : un avion espion américain Lockheed U-2, qui survole l'Oural à 19 000 m d'altitude et piloté par Francis Gary Powers, est abattu au-dessus de l'URSS.
- 1961 : Fidel Castro annonce la nationalisation des écoles privées à Cuba[10].
- 1962 : accident de Béryl, un nuage radioactif s'échappe à la suite d'un essai nucléaire souterrain à In Ecker.
- 1963 : la Nouvelle-Guinée néerlandaise, ancien territoire néerlandais sous mandat des Nations unies, passe sous souveraineté indonésienne et prend le nom d'Irian Jaya occidental (puis Irian Jaya).
- 1964 : le premier programme informatique écrit en langage BASIC est exécuté au Dartmouth College[11].
- 1967 : au Cambodge, Son Sann est nommé Premier ministre.
- 1972 : la Cour suprême déclare l'alcootest valide au Canada[12].
- 1974 : déclaration concernant l’instauration d’un nouvel ordre économique international, et le Programme d’action concernant l’instauration dudit nouvel ordre[13].
- 1975 :
  - le gouvernement khmer rouge du Cambodge est reconnu par l'ONU.[réf. nécessaire]
  - suppression des commissions fixes sur les transactions sur titres aux États-Unis, qui déclenche la spectaculaire croissance des marchés financiers.
- 1977 : la manifestation syndicale  à Istanbul est attaquée par la milice d'extrême-droite des Loups gris. Des snipers tirent dans la foule, faisant 38 morts et plusieurs dizaines de blessés[14].
- 1979 : indépendance des Îles Marshall vis-à-vis des États-Unis.
- 1985 : l'administration Reagan annonce des sanctions contre le Nicaragua sandiniste[15].
- 1987 : béatification d'Edith Stein par Jean-Paul II.
- 1989 :
  - Andrés Rodríguez Pedotti, qui a renversé le président Alfredo Stroessner le 2 février, est élu président du Paraguay.
  - Ouverture du parc Disney-MGM Studios, 3e parc à thèmes de Walt Disney World Resort.
  - Inauguration du stade du Premier-Mai à Pyongyang en Corée du Nord.
- 1990 : Mikhaïl Gorbatchev, hué par des milliers de manifestants sur la place Rouge, quitte la tribune avant la fin du traditionnel défilé du 1er mai.
- 1991 : publication de la troisième encyclique sociale de Jean-Paul II, Centesimus Annus, qui conclut à la défaite du communisme, tout en refusant d'y voir la victoire du capitalisme[16].
- 1992 : le Turkménistan renonce à l'alphabet cyrillique pour un autre, plus proche de l'alphabet latin[17].
- 1993 :
  - le président sri-lankais Ranasinghe Premadasa est assassiné à Colombo dans un attentat-suicide commis par un kamikaze à vélo[18].
  - L'ancien premier Ministre français Pierre Bérégovoy se suicide à Nevers (Nièvre), ville dont il est le maire.
- 1994 : Ayrton Senna est victime d'un accident mortel, au 6e tour du Grand Prix de Saint-Marin, au volant de sa Williams. Déjà très populaire, le triple champion du Monde brésilien devient un mythe, une légende.
- 1995 : les armées de la Croatie reprennent la Slavonie, perdue au profit de la Serbie en 1991[19].
- 1997 : large victoire du Parti travailliste de Tony Blair, aux élections britanniques, mettant fin à 18 ans de règne conservateur en Grande-Bretagne.
- 1998 : le Conseil européen de Bruxelles, réunissant les chefs d'État ou de gouvernement, décide de la liste des onze pays de l'Union économique et monétaire ou zone euro : Allemagne, Autriche, Belgique, Espagne, Finlande, France, Irlande, Italie, Luxembourg, Pays-Bas et Portugal. Le Royaume-Uni et le Danemark, préfèrent encore attendre en vertu de la clause d'« opting out ». La Grèce n'est pas retenue car elle ne respecte pas les critères de convergence (elle rejoindra la zone euro le 1er janvier 2001). La Suède se prononce contre une adhésion à l'Union économique et monétaire dans l'immédiat. Wim Duisenberg est nommé président de la Banque centrale européenne.
- 1999 :
  - entrée en vigueur du traité d'Amsterdam de l'Union européenne.
  - Le président américain Bill Clinton décrète un embargo commercial contre la Serbie[20].
  - Les autorités yougoslaves remettent au révérend Jesse Jackson les trois soldats américains qu'elles avaient fait prisonniers pendant trente-deux jours[21].

## XXIesiècle
- 2001 : l'administration Bush promet de doter les États-Unis d'un système de bouclier antimissile.
- 2002 :
  - plus d'1,3 million de personnes descendent dans les rues de plusieurs dizaines de villes de France pour marquer leur opposition à l'extrême droite, arrivée, quelques jours plus tôt, au second tour de l'élection présidentielle devant se tenir quelques jours après.
  - à Madrid, un attentat de l'ETA fait dix-sept blessés, près du stade où se tient un match Real Madrid / FC Barcelone[22].
- 2003 : le président américain George W. Bush, depuis le porte-avions Abraham Lincoln, annonce la fin des « combats majeurs en Irak », et déclare que la défaite de Saddam Hussein « est une victoire dans la guerre contre le terrorisme ».
- 2004 : l'Union européenne accueille dix nouveaux membres (Chypre, l'Estonie, la Hongrie, la Lettonie, la Lituanie, Malte, la Pologne, la République tchèque, la Slovaquie et la Slovénie). Elle compte désormais vingt-cinq États membres (deux autres suivront, le 1er janvier 2007, la Bulgarie et la Roumanie), cent quatre-vingt-huit régions, quatre cent cinquante millions de citoyens, et vingt langues officielles (sans compter les langues et dialectes régionaux, non reconnus à égalité dans chaque État membre).
- 2016 : début de l'incendie de forêt de Fort McMurray, au Canada.
- 2019 :
  - Naruhito devient l'empereur du Japon.
  - Rama X est couronné roi de Thaïlande.

## Arts, culture et religion

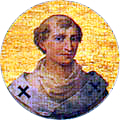
Le pape Benoît

- 1045 : le pape Benoît IX abdique, le futur Grégoire VI est élu pour lui succéder.
- 1900 : publication à Paris du Rire de Henri Bergson.
- 1901 : publication à Bruxelles de « La vie des abeilles » de Maurice Maeterlinck.
- 1916 : le terme de jazz est reconnu aux États-Unis comme décrivant un style musical.
- 1941 : première ou sortie à New York du film d'Orson Welles Citizen Kane (en France le 3 juillet 1946 seulement)[23].
- 2011 : béatification de Jean-Paul II par son ancien collaborateur et successeur direct comme pape Benoît XVI.

## Sciences et techniques

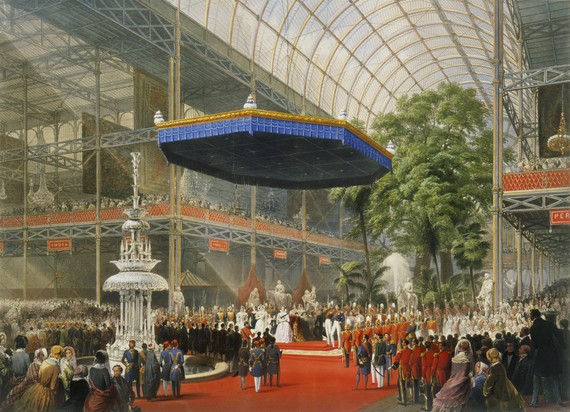
La reine Victoria du Royaume-Uni inaugurant l'exposition universelle de Londres le 1er mai 1851 au Crystal Palace

- 1851 : une exposition universelle ouvre ses portes à Londres.
- 1878 : inauguration à Paris d'une nouvelle exposition universelle à l'occasion de laquelle est construit le palais du Trocadéro.
- 1896 : ouverture de l'Exposition nationale suisse à Genève.
- 1899 : la Jamais Contente, du belge Camille Jenatzy, dépasse les 100 kilomètres à l'heure. La date du 29 avril est donnée par certaines sources.
- 1998 : des astronomes américains annoncent avoir découvert une petite galaxie, à 12,3 milliards d'années-lumière de la Terre, ce qui constitue l'objet le plus lointain jamais observé par l'humanité[24].
- 2008 : entrée en vigueur du Protocole de Londres sur les brevets.
- 2010 : ouverture de l’Expo 2010, à Shanghai.
- 2015 : ouverture de l’exposition universelle à Milan.

## Économie et société
- 1886 : création du Dial Square FC dans un faubourg londonien voué historiquement à l'armement d'où ses actuels noms d'Arsenal FC et ses gunners.
- 1959 : Floyd Patterson perd son titre de champion du monde des poids lourds contre Brian London, à Indianapolis (États-Unis)[25],[26].
- 1967 : le mariage d'Elvis Presley et Priscilla Beaulieu est célébré à Las Vegas.
- 2009 : légalisation du mariage homosexuel en Suède.

## Naissances

### XIIIesiècle
- 1218 :Couronnement du roi de France Philippe III dit "le Hardi"
  - Jean Ier d'Avesnes († 24 décembre 1257).

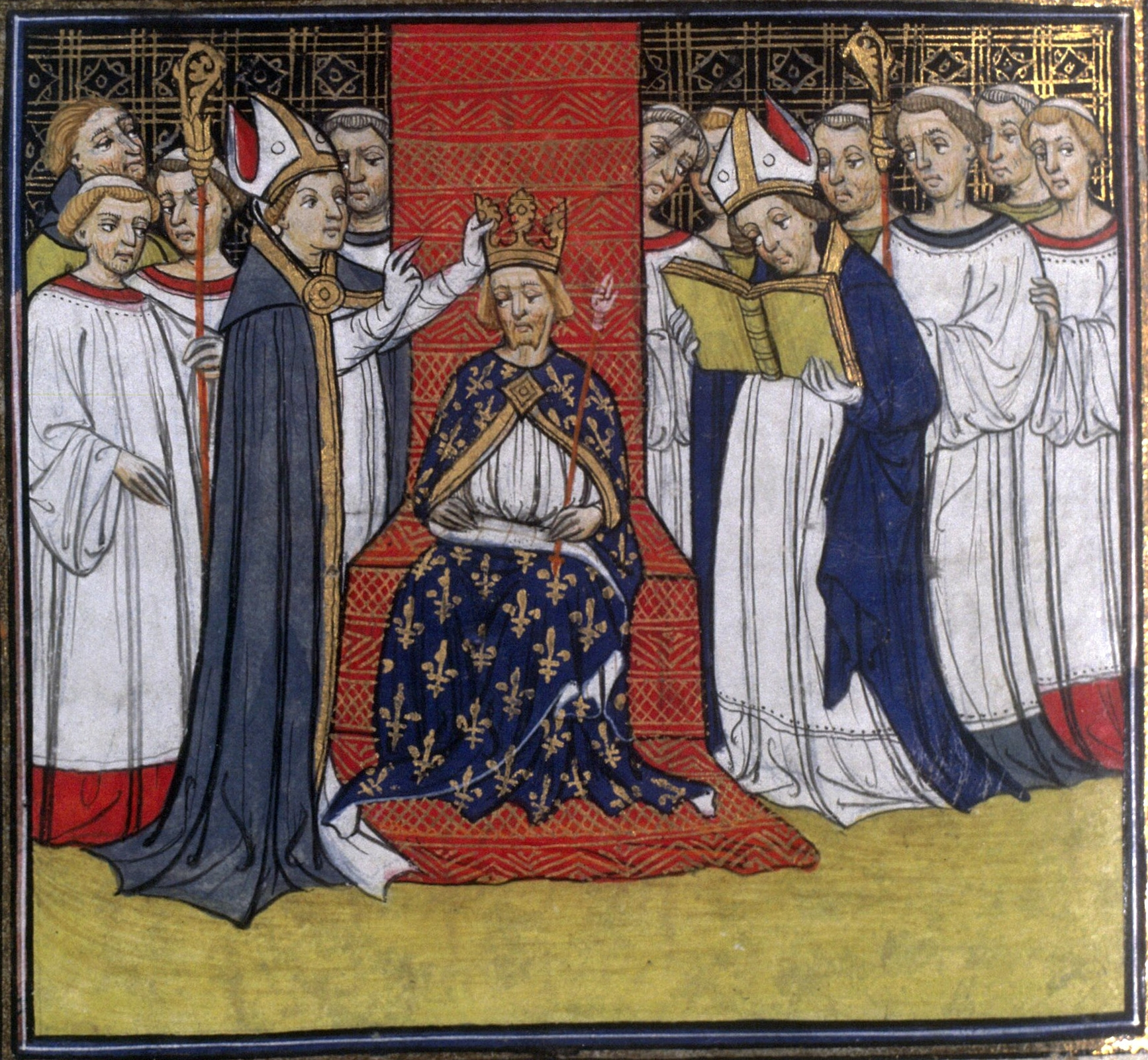
Couronnement du roi de France Philippe III dit "le Hardi"

  - Rodolphe Ier du Saint-Empire, empereur romain germanique († 15 juillet 1291).
- 1245 : Philippe III de France dit Philippe le Hardi, roi de France entre saint-Louis et Philippe le Bel de 1270 à 1285, dixième de la dynastie des Capétiens dits "directs" rétrospectivement († 5 octobre 1285).
- 1285 : Edmond FitzAlan, 2e comte d'Arundel, homme politique anglais († 17 novembre 1326).

### XVIesiècle
- 1582 : Marco da Gagliano, compositeur italien († 25 février 1643).

### XVIIesiècle
- 1633 : Sébastien Le Prestre de Vauban, ministre de Louis XIV († 30 mars 1707).
- 1672 : Joseph Addison, homme politique et auteur britannique († 17 juin 1719).
- 1698 : Francesco Robba, sculpteur italien de la période baroque († 24 janvier 1757).

### XVIIIesiècle
- 1743 : Claude Alexis Cochard, juriste et homme politique français, député du tiers état aux États généraux de 1789 († 18 octobre 1815).
- 1769 : date de naissance probable d'Arthur Wellesley de Wellington, général britannique et premier ministre de 1828 à 1830 († 14 septembre 1852).
- 1792 : Thomas Gousset, cardinal et théologien français († 22 décembre 1866).
- 1798 : Clément de Saxe, prince allemand († 4 janvier 1822).

### XIXesiècle
- 1803 : Théophile de Cesve († 20 janvier 1881), maître de forges et un sénateur belge.
- 1805 : 
  - Camille Lebrun, écrivaine française († 19 janvier 1886).
  - Fanny Paelinck-Horgnies, femme peintre belge d'origine allemande († 9 février 1887).
- 1808 : Adolphe Favre, journaliste, poète, écrivain et dramaturge français († 16 janvier 1886).
- 1830 (ou 1er août 1837) : mother Jones (Mary Harris Jones dite), syndicaliste américaine († 30 novembre 1930).
- 1831 : Emily Stowe, médecin canadien et pionnière du mouvement pour les droits des femmes au Canada († 29 avril 1903).
- 1850 : Arthur de Connaught et Strathearn, fils de la reine Victoria († 16 janvier 1942).
- 1851 : Ernest Wallon, premier président du Stade toulousain († 10 août 1921).
- 1852 :
  - Calamity Jane (Martha Jane Cannary dite), figure légendaire du Far West américain († 1er août 1903).
  - Santiago Ramón y Cajal, médecin espagnol, prix Nobel de médecine 1906, connu pour ses travaux sur le système nerveux († 17 octobre 1934).
- 1853 : Pierre Giffard, homme de lettres et grand reporter français († 21 janvier 1922).
- 1857 : Théo Van Gogh, négociant d'art néerlandais, frère de Vincent († 25 janvier 1891).
- 1868 : Philippe Sagnac, historien français († 24 février 1954).
- 1872 : Hugo Alfvén, compositeur, chef d'orchestre, violoniste et peintre suédois († 8 mai 1960).
- 1875 : Ian Maclaren, comédien anglais († 10 avril 1952).
- 1881 : Pierre Teilhard de Chardin, jésuite, chercheur, théologien et philosophe français († 10 avril 1955).
- 1887 : Alan Gordon Cunningham, officier de l'armée britannique († 30 janvier 1983).
- 1896 : Mark Wayne Clark, général américain († 17 avril 1984).
- 1900 : Ignazio Silone, écrivain italien († 22 août 1978).

### XXesiècle
- 1901 :
  - Heinz Roemheld, compositeur de musique de films américain († 11 février 1985).
  - Antal Szerb, auteur hongrois, historien de la littérature († 27 janvier 1945).
- 1905 : 
  - Georges Cazenave, enseignant et poète français.
  - Henry Koster, réalisateur allemand († 21 septembre 1988).
- 1907 : Kate Smith, chanteuse américaine († 17 juin 1986).
- 1908 : Giovannino Guareschi, journaliste italien et auteur des livres de Don Camillo († 22 juillet 1968).
- 1909 : Endel Puusepp, pilote de chasse soviétique puis estonien († 18 janvier 1996).
- 1912 : Otto Kretschmer, officier allemand de marine († 5 août 1998).
- 1913 :
  - Louis Nye, acteur américain († 9 octobre 2005).
  - Max-Pol Fouchet, poète, écrivain, critique d'art et homme de télévision français († 22 août 1980).
  - Walter Susskind, chef d'orchestre tchèque († 25 mars 1980).
- 1915 :
  - Hanns Martin Schleyer, président de l'Association des employeurs allemands († 18 octobre 1977).
  - Archie Williams, athlète américain († 24 juin 1993).
- 1916 : Glenn Ford, acteur canadien († 30 août 2006).
- 1917 :
  - Aimé Barelli, musicien et chef d'orchestre français († 13 juillet 1995).
  - Danielle Darrieux, actrice française († 17 octobre 2017).
- 1918 : Jack Paar, présentateur de télévision américain († 27 janvier 2004).
- 1919 : Dan O'Herlihy, acteur irlandais († 17 février 2005).
- 1920 : Louis Siminovitch (en), biologiste moléculaire canadien devenu centenaire († 6 avril 2021).
- 1922 : Alastair Gillespie, homme politique canadien († 19 août 2018).
- 1923 :
  - Joseph Heller, auteur américain († 12 décembre 1999).
  - Claude Régy, metteur en scène français de théâtre († 26 décembre 2019).
- 1924 :
  - Art Fleming, présentateur de jeux télévisés américain († 25 avril 1995).
  - Grégoire Kayibanda, premier président du Rwanda († 15 décembre 1976).
- 1925 :
  - Chuck Bednarik, joueur américain de football américain († 21 mars 2015).
  - Scott Carpenter, astronaute américain († 10 octobre 2013).
  - Robert Tatin d'Avesnières (Robert Tatin fils dit), peintre français, mayennais et océanien († 9 février 1982).
- 1927 : 
  - Greta Andersen, nageuse danoise championne olympique († 6 février 2023).
  - Laura Betti, actrice italienne († 31 juillet 2004).
- 1928 : 
  - Sonny James, chanteur et compositeur américain de country († 22 février 2016).
  - Mady Moreau, plongeuse française († 10 juin 1995).
- 1929 :
  - Ralf Dahrendorf, sociologue et homme politique germano-britannique († 17 juin 2009).
- 1930 :
  - Maya Inchikian, chimiste arménienne  († 13 décembre 2013).
  - Richard Riordan, homme politique américain, maire de Los Angeles de 1993 à 2001.
- 1931 : Jacques Languirand, animateur de radio et de télévision, dramaturge et enseignant universitaire québécois († 26 janvier 2018).
- 1932 : Sandy Woodward, amiral de la Royal Navy († 5 août 2013).
- 1934 :
  - Cuauhtémoc Cárdenas, homme politique mexicain.
  - Joan Hackett, actrice américaine († 8 octobre 1983).
  - Shirley Horn, chanteuse et pianiste de jazz américaine († 20 octobre 2005).
  - John Meillon, acteur australien († 11 août 1989).
- 1936 : Danièle Huillet, cinéaste française († 9 octobre 2006).
- 1939 :
  - Judy Collins, chanteuse folk américaine.
  - France Rumilly, actrice française.
- 1940 : 
  - Fuat Necati Öncel, homme politique turc.
  - Elsa Peretti, bijoutière créatrice italienne († 19 mars 2021).
- 1941 : Eric Burdon, chanteur britannique du groupe The Animals.
- 1942 :
  - Jed Graef, nageur américain champion olympique.
  - Stephen Macht, acteur américain.
  - Jean Saubert, skieuse alpine américaine († 14 mai 2007).
- 1943 : Georges Pontier, évêque catholique français, archevêque émérite de Marseille.
- 1945 : Rita Coolidge, chanteuse américaine.
- 1946 :
  - Dick Joyce, rameur néo-zélandais double champion olympique.
  - Joanna Lumley, actrice britannique.
  - John Woo, directeur, producteur, auteur, acteur et réalisateur chinois de Hong Kong.
- 1947 : Jacob Bekenstein, physicien israélien († 16 août 2015).
- 1948 : Gérard Delahaye, auteur, compositeur, interprète breton de chansons, ancien animateur pour enfants sur FR3 Ouest.
- 1949 : Jim Clench (en), bassiste canadien des groupes April Wine et Bachman-Turner Overdrive († 3 novembre 2010).
- 1950 :
  - Dann Florek, acteur américain.
  - Simon Michaël, ancien policier français devenu (co)scénariste de films.
- 1951 : Curro Vázquez, matador espagnol.
- 1952 : Richard Baquié, sculpteur français († 17 janvier 1996).
- 1953 :
  - Mayumi Aoki, nageuse japonaise championne olympique.
  - Françoise Laborde, présentatrice française de journaux télévisés.
- 1954 :
  - Frédéric Chichin, musicien français, guitariste de Les Rita Mitsouko († 28 novembre 2007).
  - Ron Davis, basketteur américain.
  - Ray Parker Jr, chanteur et parolier américain.
- 1955 : 
  - Julie Pietri (Nicole Juliette Pietri dite), chanteuse française.
  - Uwe Potteck, tireur sportif est-allemand, champion olympique.
  - Ricky Tognazzi, acteur, scénariste et réalisateur italien, fils d'Ugo Tognazzi.
- 1956 : Catherine Frot, actrice française.
- 1958 : Olga Homeghi-Bularda, rameuse d'aviron roumaine, double championne olympique.
- 1959 :
  - Edward Arnet Johnson, basketteur américain.
  - Roger Léger, acteur québécois.
- 1960 : Thierry Ragueneau, acteur français.
- 1961 : Clint Malarchuk, joueur de hockey sur glace canadien.
- 1962 : Maia Morgenstern, actrice roumaine.
- 1963 : 
  - Stefan Schwartz, acteur, réalisateur et scénariste américain.
  - Robert Seguso, joueur de tennis américain.
- 1966 : Abdelhakim Belhadj, entrepreneur, homme politique et djihadiste libyen.
- 1967 : Tim McGraw, musicien country américain.
- 1968 :
  - Oliver Bierhoff, footballeur allemand.
  - D'arcy Wretzky, musicien américain du groupe The Smashing Pumpkins.
- 1969 :
  - Wes Anderson, réalisateur et scénariste américain.
  - Joselito (José Miguel Arroyo Delgado dit), matador espagnol.
- 1971 :
  - Amira Casar, actrice française.
  - Maaoua Etoumi, judokate marocaine.
- 1972 :
  - Julie Benz, actrice américaine.
  - Arnaud Poivre d'Arvor, présentateur de télévision français.
  - Angela Alupei, rameuse d'aviron roumaine, double championne olympique.
- 1973 :
  - Rebecca Hampton, actrice française.
  - Curtis Martin, joueur de football américain.
  - Oliver Neuville, joueur de football allemand.
- 1975 :
  - Marc-Vivien Foé, footballeur camerounais († 26 juin 2003).
  - Alexeï Smertine, joueur de football russe.
- 1976 : Darius McCrary, acteur américain.
- 1980 : Zaz, chanteuse française.
- 1981 : Aliaksandr Hleb, joueur de football biélorusse.

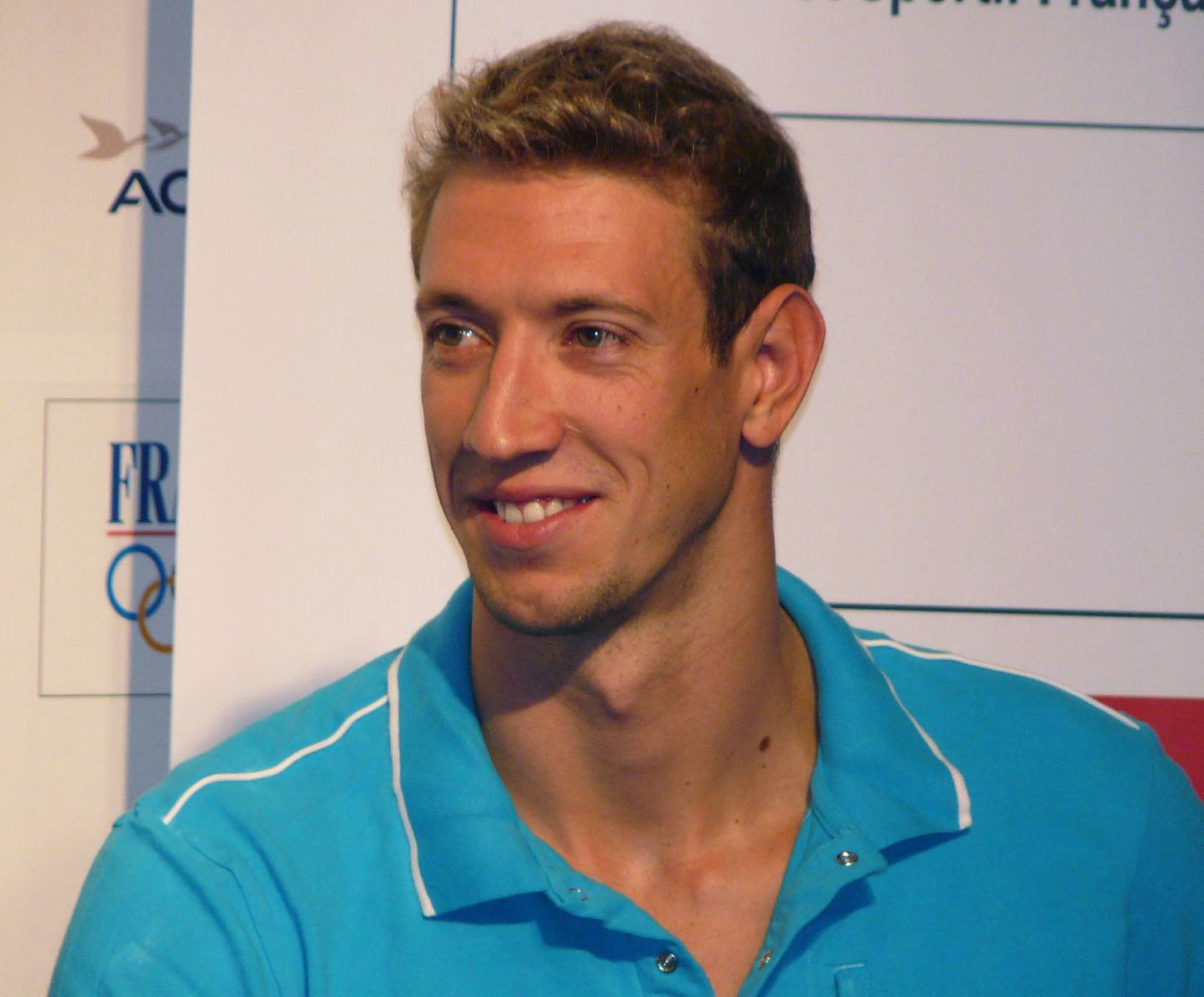
Le champion de natation Alain Bernard

- 1982 : Tommy Robredo, joueur de tennis espagnol.
- 1983 : Alain Bernard, nageur français médaillé d'or aux Jeux olympiques 2008 à Pékin en Chine.
- 1984 :
  - David Backes, joueur de hockey sur glace américain.
  - Patrick Eaves, hockeyeur sur glace canadien.
  - Alexander Farnerud, footballeur suédois.
  - Li Na, plongeuse chinoise, championne olympique.
- 1986 :
  - Georges Ambourouet, footballeur gabonais.
  - Christian Benítez, footballeur équatorien († 29 juillet 2013).
  - Chris Coy, acteur américain.
  - Igor Djoman, footballeur français.
  - Marinella Falca, gymnaste rythmique italienne.
  - Kenji Fujimitsu, athlète japonais.
  - Jesse Klaver, homme politique néerlandais.
  - Mateusz Kościukiewicz, acteur polonais.
  - Denys Kulakov, footballeur ukrainien.
  - Adrian Lux, disc jockey suédois.
  - Dani Massunguna, footballeur angolais.
  - Jordan Owens, joueur canadien de hockey sur glace.
  - Mamadou Samassa, footballeur français.
  - Robert Seligman, gymnaste artistique américain.
  - Diego Valeri, footballeur argentin.
- 1987 :
  - Leonardo Bonucci, footballeur italien.
  - Tezzhan Naimova, athlète de sprint bulgare.
  - Shahar Peer, joueuse de tennis israélienne.
- 1989 :
  - Armindo Fonseca, cycliste sur route français.
  - Cayla Francis, basketteuse australienne.
- 1990 :
  - Diego Contento, footballeur allemand.
  - Nicolas Lang, basketteur français.
- 1991 :
  - Roscoe Smith, basketteur américain.
  - Marcus Stroman, joueur de baseball américain.
  - Zach Vincej, joueur de baseball américain.
- 1993 :
  - Jean-Christophe Bahebeck, footballeur français.
  - Dylan DeMelo, hockeyeur sur glace canadien.
- 1996 : William Nylander, hockeyeur sur glace canadien.
- 1998 : Catherine Wangui Wambui, auteure-compositrice-interprète kényane.

### XXIesiècle
- 2004 : Charli D'Amelio, personnalité du réseau social TikTok.

## Décès

### Vesiècle
- 408 : Flavius Arcadius ou Arkadios (Flavius Arcadius Augustus en latin, Ἀρκάδιος en grec c'est-à-dire Arkádios par translittération), empereur romain d'Orient souvent considéré comme le premier empereur byzantin de 395 à sa mort (° 377 en Hispanie).

### XIIesiècle
- 1118 : Mathilde d'Écosse, reine consort d'Angleterre, aux côtés du roi Henri Ier d'Angleterre (° 1080).

### XIVesiècle
- 1358 : Jean de Parthenay, gouverneur de Saintonge (° v. 1280).

### XVIesiècle
- 1539 : Isabelle de Portugal, Impératrice du Saint-Empire, femme de Charles Quint (° 24 octobre 1503).
- 1555 : Marcel II (Marcello Cervini), 222e pape de l'Église catholique pour 21 / 22 jours de pontificat (° 6 mai 1501).
- 1572 : le pape Pie V (° 17 janvier 1504).

### XVIIIesiècle
- 1731 : Johann Ludwig Bach, compositeur allemand (° 4 février 1677).
- 1774 : William Hewson, chirurgien, anatomiste et physiologiste britannique (° 14 novembre 1739).

### XIXesiècle
- 1813 : Jean-Baptiste Bessières, maréchal d'Empire français, duc d'Istrie, mort au combat (° 6 août 1768).
- 1825 : Matilde Viscontini Dembowski, patriote italienne, amour malheureux de Stendhal (° 1er février 1790).
- 1850 : Henri-Marie Ducrotay de Blainville, zoologiste et anatomiste français (° 12 septembre 1777).
- 1871 : Andreas Andresen, historien de l'art dano-allemand (° 14 novembre 1828).
- 1886 :
  - Léon Boyer, polytechnicien et ingénieur des ponts et chaussées français (° 23 février 1851).
  - Léontine Tacussel, peintre française (° 14 septembre 1818).
- 1896 : Charles van Caloen, homme politique belge (° 30 août 1815).
- 1900 : Mihály Munkácsy, peintre hongrois (° 20 février 1844).

### XXesiècle
- 1904 : Antonín Dvořák, compositeur tchèque (° 8 septembre 1841).
- 1918 : Grove Karl Gilbert, géologue américain (° 6 mai 1843).
- 1920 : Margaret de Connaught, petite-fille de la reine Victoria, princesse héritière de Suède, première épouse du roi Gustave VI Adolphe (° 15 janvier 1882).
- 1929 : Mary Eucharia Ryan, religieuse et pédagogue irlandaise (° 7 octobre 1860).
- 1935 : Henri Pélissier, cycliste français (° 22 janvier 1889).
- 1945, suicidés dans leur bunker berlinois : 
  - Joseph Goebbels, ministre allemand d'Adolf Hitler (° 29 octobre 1897).
  - Magda Goebbels, sa femme (° 11 novembre 1901).
- 1948 : David Šterenberg, peintre et graphiste russe d'origine ukrainienne (° 26 juillet 1881)
- 1951 : Takashi Nagai, docteur et écrivain japonais, témoin de la bombe atomique de Nagasaki (° 3 février 1908).
- 1965 : Spike Jones, musicien et chef d’orchestre américain (° 14 décembre 1911).
- 1968 : Jack Adams, joueur, entraîneur et dirigeant de hockey sur glace canadien (° 14 juin 1895).
- 1973 : Asger Jorn, peintre danois (° 3 mars 1913).
- 1976 : Aléxandros Panagoúlis, homme politique et poète grec (° 2 juillet 1939).
- 1978 : Aram Khatchatourian, compositeur russe (° 6 juin 1903).
- 1980 : Henry Levin, réalisateur, acteur et producteur américain (° 5 juin 1909).
- 1982 : Gene Sheldon, acteur américain (° 1er février 1908).
- 1984 : Gordon Jenkins, arrangeur, compositeur et pianiste américain (° 12 mai 1910).
- 1986 : Hugo Peretti (en), compositeur et réalisateur artistique américain (° 6 décembre 1916).
- 1989 : Patrice Tardif, homme politique québécois (° 17 juin 1904).
- 1990 : Sergio Franchi, ténor populaire américain d’origine italienne (° 6 avril 1926).
- 1991 : Richard Thorpe, réalisateur américain (° 24 février 1896).
- 1993 :
  - Pierre Bérégovoy, homme politique français, et ancien premier ministre de 1992 à 1993 (° 23 décembre 1925).
  - Ranasinghe Premadasa, homme d’État sri-lankais, président du Sri Lanka de 1989 à 1993 (° 23 juin 1924).
- 1994 : Ayrton Senna, coureur automobile brésilien, décédé au cours du grand prix de Formule 1 de Saint-Marin (° 21 mars 1960).
- 1995 : Brahim Bouarram, jeune homme d'origine marocaine, jeté dans la Seine par un militant, en marge d'une manifestation lepéniste du Front national à Paris (° 1965).
- 1996 : 
  - Lionel Boulet, ingénieur et enseignant universitaire québécois (° 19 juillet 1919).
  - François Chalais, journaliste, grand reporter, interviewer, et chroniqueur de cinéma français (° 15 décembre 1919).
- 1997 : Fernand Dumont, sociologue, enseignant universitaire, essayiste et poète québécois (° 24 juin 1927).
- 2000 : Steve Reeves, acteur américain (° 21 janvier 1926).

### XXIesiècle
- 2003 : Lucie Favier, historienne et archiviste française (° 4 août 1932).
- 2004 : Larkin Kerwin, scientifique québécois (° 22 juin 1924).
- 2006 : Raúl Primatesta, cardinal argentin, archevêque de Córdoba (° 14 avril 1919).
- 2008 :
  - Frédéric H. Fajardie, romancier et scénariste français (° 28 août 1947).
  - Anthony Mamo, homme politique maltais, premier président de Malte de 1974 à 1976) (° 9 janvier 1909).
- 2009 : Danny Gans, chanteur et humoriste américain (° 25 octobre 1956).
- 2010 : Helen Wagner, actrice américaine (° 3 septembre 1918).
- 2012 : Jean-Guy Moreau, humoriste imitateur québécois (° 29 octobre 1943).
- 2016 : Madeleine Lebeau, actrice française (° 10 juin 1923).
- 2017 : Pierre Gaspard-Huit, réalisateur, scénariste, et écrivain français (° 29 novembre 1917).
- 2021 :
  - Tava Colo, supercentenaire un temps doyenne (mahoraise) officieuse des Français.
  - Olympia Dukakis, actrice américaine.
- 2022 : 
  - Ilan Gilon,
  - Ivan Osim,
  - Régine (Régina Zylberberg dite), femme d'affaires, chanteuse et actrice française (° 26 décembre 1929).

## Célébrations

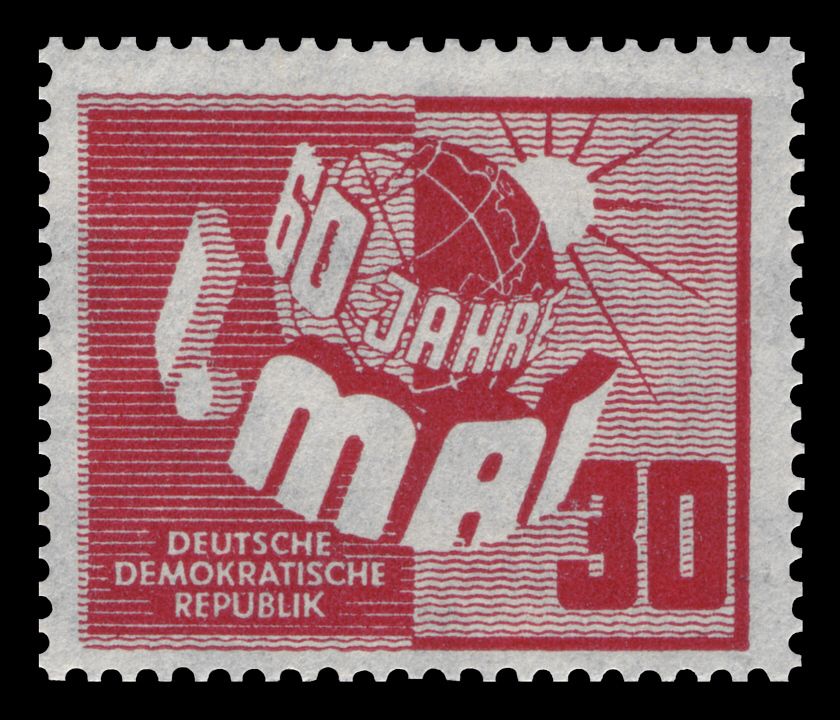
Timbre est-allemand commémoratif des 60 ans du 1er mai en tant que fête du Travail

### Internationales
- Euromayday / Euro-signal de détresse ou jour de solidarité pour tous les ouvriers du monde.
- La Fête du Travail ou Fête des travailleurs, célébrée et fériée dans de nombreux pays du monde pendant cette journée du 1er mai, porte les revendications sociales du travail et les commémorations des acquis sociaux du passé. L'origine de cette célébration serait liée à la fois au mouvement syndical lancé le 1er mai 1886 ci-avant en faveur de l'instauration de la journée de huit heures aux États-Unis et qui "culmine" avec le massacre de Haymarket Square de Chicago ainsi qu'en France lors de la fusillade de Fourmies de 1891 au cours de laquelle l'armée tire sur des grévistes pacifistes.

### Nationales
- États-Unis : Law Day (en) / jour de la loi dont à
  - Hawaï : fête des guirlandes (lei day[27]).
- Gujarat (Inde) : Gujarat day[28] / fête du Gujarat commémorant la création de cet État indien en 1960.
- Kazakhstan : journée de l'unité des peuples.
- Maharashtra (Inde) : Maharashtra Day (en) / fête du Maharashtra commémorant la création de cet État indien en 1960.
- Îles Marshall : Constitution day[29] / fête de la Constitution commémorant l'indépendance complète du pays après la fin du protectorat américain en 1979.
- Suisse : fête officielle du printemps[30].
- République tchèque (Union européenne à zone euro) : fête de l'amour[31].
- Haïti : fête de l'agriculture et du travail et c'est aussi la fête de Kouzen Zaka, le dieu de la moisson et de l'agriculture dans le vodou[32].

### Religieuses
- Fête religieuse celtique : 
  - Beltaine (ou Bealtaine, Beilteine, Beltane ou Belten), marquant la fin de la saison sombre et le début de la saison claire ;
  - et / ou germanique : lendemain de la nuit de Walpurgis / sainte-Gauburge ci-après & -avant.
- Fêtes religieuses romaines : fête féminine en l'honneur de Bona Dea (en préalable de Maïa / Maya auquel le mois "maïus" suivant était consacré, avant "Marie" pour les catholiques voire autres chrétiens).
- Christianisme : célébration du prophète biblique des jérémiades Jérémie, dans le lectionnaire de Jérusalem (lectures : Jér. 1, 1-10 + 45 (38), 1-13 ; Mt. 2, 16-18 (citation de Jér. 31, 15) ; mots communs : enfant, mettre à mort).

### Saints des Églises chrétiennes

#### Saints catholiques et orthodoxes du jour
Référencés ci-après in fine, :
- Acheul († IIIe siècle), martyr d'Amiens.
- Amateur d'Auxerre († 418), 5e évêque d'Auxerre.
- Andéol du Vivarais († 208), diacre martyr sous Septime Sévère.
- Arey († 610) ou Arige, 8e évêque de Gap qui lutta contre la simonie.
- Asaph de Llan-Elwy († 600), fondateur du monastère de Llan-Elwy qui prit le nom de Saint-Asaph.
- Batas († vers 364), abbé en Perse, martyr sous Shapur II[35][source insuffisante].
- Berthe d'Avenay († 690), abbesse fondatrice de l'abbaye d'Avenay, épouse de saint Gondelbert, assassinée par ses proches.
- Blandin († 651), ermite près de Meaux, époux de sainte Salaberge et père de sainte Astrude.
- Brieuc († 510), 1er évêque de Saint-Brieuc, fondateur de monastères en Bretagne.
- Cariulphe († VIe siècle) et Domard, disciples de saint Marcoult à Nanteuil.
- Colombe d'Evora († 303), martyre avec sa sœur à Evora.
- Comin († 270), martyr à Catane.
- Ephise de Sardaigne († IIIe siècle), évangélisateur et martyr.
- Evermar († 700), pèlerin frison, martyr avec six compagnons assassinés à Russon.
- Florine († IVe siècle), bergère vierge et martyre.
- Germaine († 451), vierge et martyre et sa parente Honorée à Bar-sur-Aube.
- Grate de Bergame (it) († 307), veuve et martyre à Bergame.
- Hypoliste († 303), martyr à Avellino.
- Isidora-la-folle († Ve siècle), moniale à Tabennensis en Égypte.
- Jérémie († VIIIe siècle av. J.-C.), prophète biblique du Livre biblique de "Jérémie".
- Joseph Artisan († Ier siècle), époux de la Vierge Marie (mère de Jésus) (voir aussi 19 mars).
- Joseph († ?), fils de Jacob alias Israël, patriarche du peuple juif d'après le livre de la Genèse dans le Pentateuque/la Torah de l'Ancien Testament biblique commun à juifs et chrétiens.
- Marcoult († 558), fondateur de l'abbaye de Nanteuil.
- Marthe d'Auxerre († Ve siècle), femme de saint Amateur d'Auxerre, réputée avoir conservé sa virginité dans le mariage.
- Orens d'Auch († 440), 4e évêque d'Auch.
- Philosophe d'Alexandrie († 258), martyr.
- Romain de Galacie († 780), moine et martyr.
- Sigismond († 524), roi des Burgondes.
- Théodard de Narbonne († 893), 21e évêque de Narbonne.
- Torquat d'Acci († Ier siècle), apôtre de l'Espagne, évêque d'Acci et martyr.

#### Saints et bienheureux catholiques du jour
Référencés ci-après in fine :
- Aldebrand de Fossombrone (it) († 1170), évêque à Fossombrone.
- Augustin Schoeffler († 1851), prêtre des missions étrangères, martyr à Sontay au Tonkin (nord de l'actuel Vietnam).
- Clément Sheptycky († 1951), bienheureux prêtre ukrainien martyr du régime soviétique.
- Jean-Louis Bonnard († 1852), prêtre français des missions étrangères, martyr à Nam Định.
- Julien Cesarello (it) († 1349), bienheureux religieux franciscain italien.
- Mafalda de Portugal († 1256), bienheureuse reine de Castille puis cistercienne à Arouca.
- Pérégrin Laziosi († 1345), religieux italien servite de Marie.
- Pétronille de Troyes († 1365), bienheureuse religieuse française abbesse clarisse à l'abbaye Saint-Jean-Baptiste du Moncel.
- Richard Pampuri († 1930), religieux italien frère de Saint-Jean-de-Dieu.
- Thorette († XIe siècle), bergère vers Mehun-sur-Yèvre dans le Berry.
- Vivalde (it) († 1320), bienheureux religieux italien ermite du Tiers-Ordre franciscain.

#### Saints orthodoxes
aux dates parfois "juliennes" / orientales :
- Acace († 1815), martyre.
- Euthyme († 1814), néomartyr athonite.
- Gérasime de Boldino († 1554), moine.
- Ignace († 1814), martyre.
- Macaire († 1497), métropolite de Kiev et martyr.
- Nicéphore de Chio († 1821), moine.
- Nina (Kouznetsov) († 1938), martyre[36].
- Pafnute de Borovsk († 1478).
- Panarétos de Paphos († 1791), évêque.
- Thamar de Géorgie († 1213), reine de Géorgie.

### Prénoms du jour
Bonne fête aux :
- Joseph (de Joseph (Nouveau Testament) et Joseph de l'Ancien, voir ci-avant), ses variantes : Joe, Joé, Joey, José, Josef, Joselin, Joséphin, Joset, Josian, Giuseppe, Pepito, Youcef, Youssef, Youssouf ; et pour formes féminines : Joséane, Josée, Josefina, Joséfina, Josélaine, Josélène, Joseline, Joséline, Joselle, Joselyne, Josélyne, Josépha, Josèphe, Josette, Josiana, Josiane, Josianne, Josyane, Marie-José, Marie-Josée, Giuseppina, Pepita (mémoire facultative, fête majeure le 19 mars).

Et aussi aux :
- Andéol,
- Brieuc et ses variantes : Briec, Brieg, Brioc, Brivaëlle, Briac(?) ;
- aux Efisio et sa variante féminine Efisia ;
- aux Florine ( voir Flora, Florence à d'autres dates comme le 1er décembre) ;
- aux Jean-Louis (nombreuses saint-Jean, saint-Louis des 25 août) ;
- Jérémie et ses variantes : Jeremy, Jérémy, Jeremia(h), Yeremia(h), Gérémy, Gérémie... Geremek ? Jerzy ? Jiří ? (cf. 7 juin ? Georges les 23 avril ? Jérôme les 30 septembre? Etc.) ;
- aux Mafalda et
- Thamar, Tamara.

## Toponymie
De nombreuses voies, places, sites ou édifices de pays ou régions francophones contiennent cette date sous diverses graphies : voir Premier-Mai .

## Traditions et superstitions
- Muguet de mai : le roi Charles IX de France aurait initié cette tradition le 1er mai 1561. Ayant reçu à cette date un brin de cette menue fleur de saison à "clochettes" blanches qu'est le muguet en guise de porte-bonheur, il décide d'en offrir chaque année à son tour aux dames de la Cour ; c'est au début du XXe siècle que cette tradition se confond avec celle de la Fête du Travail ci-dessus, volant alors son monopole à l'églantine rouge comme symbole de la gauche politique.

- Nuit de Walpurgis précédente, du 30 avril voire 31 au présent 1er mai : en Europe du Nord et de l'Est (Allemagne, Alsace et autres Est de la France, Finlande, Roumanie, Slovaquie, Suède, République tchèque, etc.), fête d'origine païenne identifiée au sabbat des sorcières, le symbole surtout de la fin de l'hiver coïncidant avec la fête celtique Beltaine supra et parfois associée à la plantation de l'arbre de mai infra ou l'embrasement de grands feux dans cette fameuse nuit du 31 avril au 1er mai.

- Date possible du vendredi du pont de l'Ascension dans maints pays occidentaux de traditions (post-)chrétiennes, pour la plupart des salariés lorsqu'il tombe le présent 1er mai ou un autre jour férié, et pour beaucoup d'entre eux aussi lorsque le vendredi concerné se situe entre 2 mai et 5 juin (27 mai en 2022) : vendredi non ouvré consenti par l'entreprise ou l'administration employeur/-euse du salarié pour lui permettre un week-end avancé, le "week-end de l'Ascension", entre le jeudi éponyme et les week-end / samedi et dimanche suivant(s) (parfois transformé en "viaduc" de printemps du fait de congés voire A.R.T.T. et équivalents hors de France, jusqu'à la Pentecôte voire son lundi par exemple, sorte d'octave de l'Ascension).

- Le mois de mai était le mois des « accordailles » (ou « épousailles ») pendant lequel les jeunes hommes avaient le droit « d’essayer » les jeunes filles. Au lever du jour du 1er mai (ou le premier dimanche de mai selon les régions), ils déposaient un « mai » (une branche d'arbre de mai) devant la porte ou contre le mur du domicile des jeunes filles à marier :
  - dans les Landes par exemple, où l'on parlait de mais et de mayades ;
  - de branche de mai dans l'actuel Morbihan breton, etc.

### Dictons
Période des saints cavaliers antérieure à celle des saints de glace propice aussi aux dictons météorologiques :
- « Au premier jour de mai, blanche gelée tue les fruits de l’année. »[38]
- « Au premier jour de may, la pluie, les coings, Madame, sont cueillis. »[39]
- « Au premier mai, fleurit le bon muguet. »[40]
- « De la pluie le premier jour de mai, ôte aux fourrages de la qualité. »[41]
- « Pluie du premier mai, présage année fertile. »[42]
- « Pluie du premier mai, sécheresse le reste de l’année. »[réf. nécessaire]
- « Quand il tonne le premier jour de mai, les vaches auront du bon lait. »
- « Quand il pleut le premier jour de mai, les vaches perdent la moitié de leur lait. »[43] (Poitou)
- « Quand le premier mai, la pluie oint, il n’y aura pas le moindre coing. »[44]
- « S’il pleut le premier jour de mai, les coings ne seront qu’aux haies. »[39]
- « S’il pleut le premier mai, le bœuf gagne et le cochon perd. »[39]
- « S’il pleut le premier mai, le cheval gagne son procès et la truie le perd. »[39]
- « S’il pleut le premier mai, peu de coings, s’il pleut le deux, ils sont véreux, s’il pleut le trois, il n’y en a pas. »[39]

### Astrologie
- Signe du zodiaque : 11e jour du signe astrologique du Taureau.